# Stazione di Shin-Ishikiri
La stazione di Shin-Ishikiri (新石切駅?, Shin-Ishikiri-eki) è una stazione ferroviaria suburbana della linea Kintetsu Keihanna situata nella città di Higashiōsaka. Essendo la linea Keihanna sostanzialmente un prolungamento della linea Chūō della metropolitana di Osaka, quasi tutti i treni continuano verso il centro di Osaka.

## Struttura
La stazione è dotata un marciapiede a isola centrale con due binari su viadotto.
| 1 | ● Linea Kintetsu Keihanna |  | Per Ikoma e Gakken Nara-Tomigaoka                               |
| 2 | ● Linea Kintetsu Keihanna |  | Binario di servizio                                             |
| 3 | ● Linea Kintetsu Keihanna |  | Per Nagata e, via linea Chūō, Hommachi, Bentenchō e Cosmosquare |

## Stazioni adiacenti
| «                       | Servizio                | »                       |
| Linea Kintetsu Keihanna | Linea Kintetsu Keihanna | Linea Kintetsu Keihanna |
| ----------------------- | ----------------------- | ----------------------- |
| Yoshita                 | Locale                  | Ikoma                   |